# Remaster palmatus
Remaster palmatus is een zeester uit de familie Korethrasteridae.
De wetenschappelijke naam van de soort werd in 1881 gepubliceerd door Edmond Perrier.